# Hanna Rovina

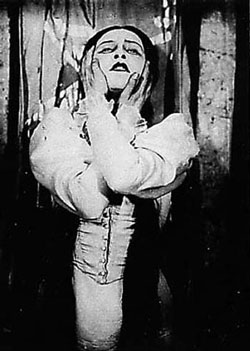
Hanna Rovina als „besessene“ Leah in einer Dibbuk-Aufführung in Moskau um 1920

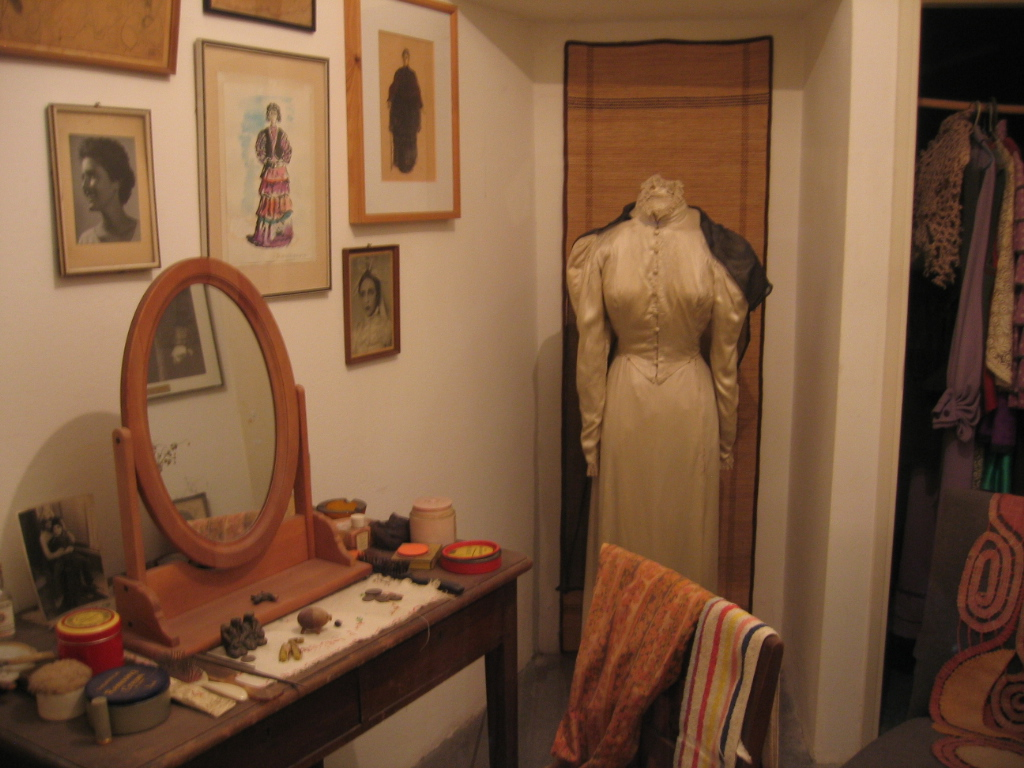
Umkleideraum von Hanna Rovina im Habima-Theater

Hanna Rovina (hebräisch חנה רובינא; geboren am 15. September 1889 in Beresino, Gouvernement Minsk, Russisches Kaiserreich; gestorben am 3. Februar 1980 in Tel Aviv) war eine israelische Schauspielerin. Sie gehörte zu den Gründern des Habimah-Theaters und galt als First Lady des israelischen Theaters.

## Leben
Das genaue Geburtsdatum von Hanna Rovina ist ungeklärt. Sie feierte ihren Geburtstag jeweils nach dem jüdischen Kalender am Jom Kippur. Zum Geburtsjahr gibt es verschiedene Quellenangaben: 1888, 1889 oder 1892. Sie wurde in der heute belarussischen Stadt Berasino geboren, ihr Vater gehörte zu den Anhängern der chassidischen Chabad-Bewegung. Als Jugendliche zog sie nach Warschau, wo sie eine Ausbildung als Kindergärtnerin absolvierte und geschichtliche Vorlesungen bei Jitzchak Gruenbaum besuchte. 1917 schloss sie sich dem jüdischen Theaterstudio an, das von Nachum Zemach aufgebaut wurde, und gehörte zu den Begründern des Habima-Theaters, das zu jener Zeit seine ersten Vorstellungen in Moskau nach der Stanislawski-Methode gab, unter der Regie von Wachtangow. Ihre Paraderollen waren die Darstellung der Braut Leah in Der Dibbuk von S. An-ski sowie der Mutter des Messias in David Pinskis Der ewige Jude. Sie spielte diese Rollen in Leningrad 1925, Riga 1926 und auf den folgenden Habima-Tourneen in Westeuropa und den USA.
Mit ihrer Truppe ließ sie sich 1928 in Palästina nieder und galt bald als die führende Schauspielerin des Landes. Sie verkörperte so unterschiedliche Heldinnen wie Jakob Gordins Mirele Efros, Euripides’ Medea und Shakespeares Cordelia, die jüngste Tochter in König Lear. Später wandte sie sich mütterlichen Rollen zu, wie in Karel Čapeks Mutter und Brechts Mutter Courage, und spielte Stücke von Nissim Aloni. Während des Zweiten Weltkriegs trat sie vor Soldaten der Jüdischen Brigade in Italien und an anderen Orten auf, im Unabhängigkeitskrieg Israels vor Soldaten der israelischen Armee.
Mit dem Schriftsteller Alexander Penn (1906–1972) hatte Rovina eine Tochter aus einer außerehelichen Beziehung; diese, Ilana Rovina, geboren 1934, wurde später Sängerin.
Hanna Rovina stellte hohe Ansprüche an sich selbst und an ihr Publikum und duldete keine Unaufmerksamkeiten. Während eines dramatischen Moments in einem Stück über Hannah Szenes von Aharon Megged wandte sie sich an anwesende Schüler im Publikum und rief: „Hört auf, Sonnenblumenkerne zu knabbern!“
1956 wurde sie mit dem Israel-Preis ausgezeichnet.  Sie starb 1980 in Tel Aviv und liegt auf dem Friedhof Kiryat Shaul begraben.